# Maromokotro
Maromokotro je vyhaslá sopka, která se nachází v horském masívu Tsaratanana v regionu Diana na severu Madagaskaru. S nadmořskou výškou 2876 metrů je nejvyšší horou ostrova. Maromokotro je součástí přírodní rezervace Tsaratanana, která se rozkládá 57 km severně od města Bealanana. Rezervace je přísně chráněné území, nepřístupné veřejnosti.